# 高瀬神社

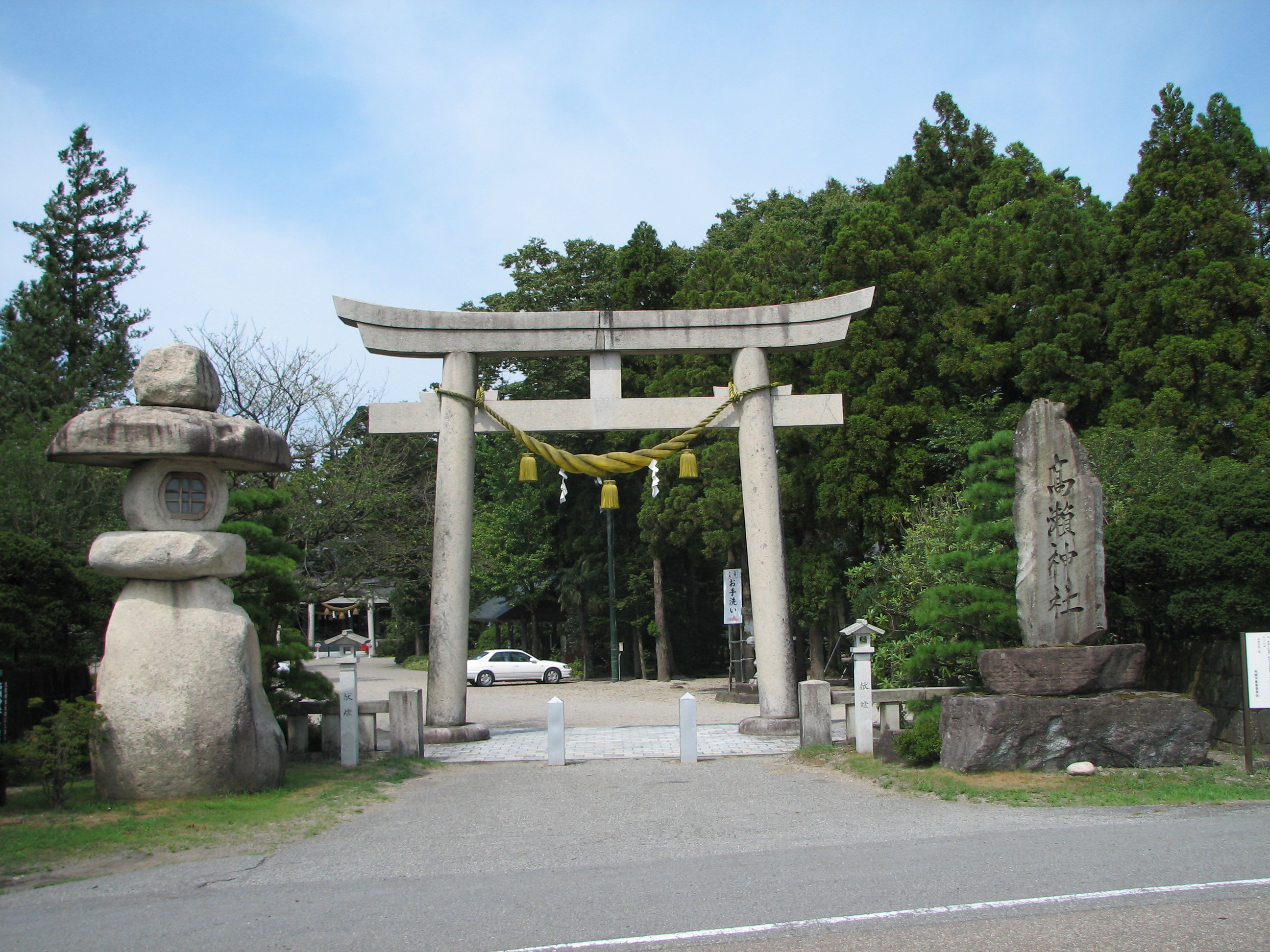
鳥居と社名標

髙瀬神社（たかせじんじゃ）は、富山県南砺市高瀬にある神社。式内社、越中国一宮。旧社格は国幣小社で、現在は神社本庁の別表神社。

## 概要
富山県西南部、南砺市の東方に鎮座する。
律令制下に神階では越中国で最高位を占め、一宮であったとされる。なお越中国一宮を名乗る神社としては、当社のほかに射水神社、気多神社、雄山神社がある。
戦国時代には戦乱で荒廃したが、江戸時代に加賀藩主・前田氏の崇敬を受けて手厚く保護された。

## 歴史
創建の年代は不明。大己貴命が北陸平定を終えて出雲へ戻る時に、国魂神として自身の御魂をこの地に鎮め置いたのに始まると伝えられるが、景行天皇の治世であるとも伝えられる。
当社は「高瀬神」の名で度々六国史に登場し、神階の陞叙を受けている。以下は時系列で並べた神階の授与である。
- 『続日本紀』　宝亀11年（780年）12月14日の条　越中国礪波郡の高瀬神を従五位下に叙す。
- 『日本後紀』　延暦14年（795年）8月18日の条　越中国の高瀬神を従五位上に叙す。
- 『続日本後紀』　承和7年（840年）9月29日　越中国礪波郡の高瀬神を従四位下から従四位上に陞叙する。
- 『日本文徳天皇実録』　斉衡元年（854年）3月7日　越中国の高瀬神に従三位を加える。
- 『日本三代実録』　貞観元年（859年）1月27日　越中国の高瀬神を従三位から正三位に陞叙する。

いずれの陞叙も射水神社と同時・同階で、共に越中国最高位の神社として朝野の崇敬を受けていた。
『日本文徳天皇実録』斉衡元年（854年）12月27日の条では、高瀬神の祢宜と祝（はうり）が把笏に預かった ことが記載されているが、古代に笏を把ることを許されたのは伊勢神宮と諸大社の神職のみであったと言う。
延長5年（927年）には『延喜式神名帳』により小社へ列せられ、礪波郡の式内社7座の筆頭に記載された。
平安時代の末に一時国府が礪波郡に移転したことから、それ以降、越中国一宮とされた。神仏習合の神社であり、三百坊の勧学院を擁していた。
中世、越中国の一向宗徒の支配下に入った。その際、一部の神職が雄神神社に転じている。
戦国時代の戦乱により荒廃したが、江戸時代に加賀藩主・前田氏の崇敬を受け、手厚く保護された。
明治6年（1873年）に県社、大正12年（1923年）に国幣小社に列せられた。戦後は別表神社となった。

## 境内
- 大鳥居：1985年（昭和60年）に、昭和天皇御在位60年を奉祝し建立。大鳥居を通る人々の罪・穢を祓い清めるために、鳥居内部に奉写した大祓詞が収められている[4]。
- 茶筅塚：茶道の発展・普及を願い建立された。毎年献茶祭が斎行され、使えなくなった茶筅に感謝を捧げ、お焚上げの祭典が行われている[4]。
- さざれ石
- なでうさぎ：うさぎは、御祭神の大国主命の「因幡の白うさぎ」神話にちなみ、自分が病んでる部位と同じ部位を祈念しながら撫でるとご利益がある[4]。
- 手水舎：1970年（昭和45年）に伊勢神宮の外宮より御下付されたもの。手水鉢は、新潟県只見川上流の自然石でつくられ、石の裏に「水神」の文字が刻まれている。
- 高瀬稲荷社：末社で後述。
- 功霊殿：末社で後述。
- 拝殿・本殿：1942年（昭和17）より国費で再建が始まるが、基礎工事が完了した1945年（昭和20年）8月に終戦を迎え、国費による再建は、ＧＨＱ（連合国軍最高司令官総司令部）の指令により中止させられたが、崇敬者有志により、1947年（昭和22年）に本殿（流造）、1948年（昭和23年）に拝殿（入母屋造）、1987年（昭和62年）に唐破風の向拝殿が完成した[4]。社殿（幣殿、回廊、功霊殿、功霊拝殿も含む）の屋根は1973年に銅板葺きとなったが、腐食や経年劣化に伴い、2022年8月より葺き替え工事が開始され、2023年9月に完了した[5]。
- 宝物殿：1984年（昭和59年）昭和天皇御在位60年を奉祝し建立。御神宝・装束類が収蔵されている[4]。

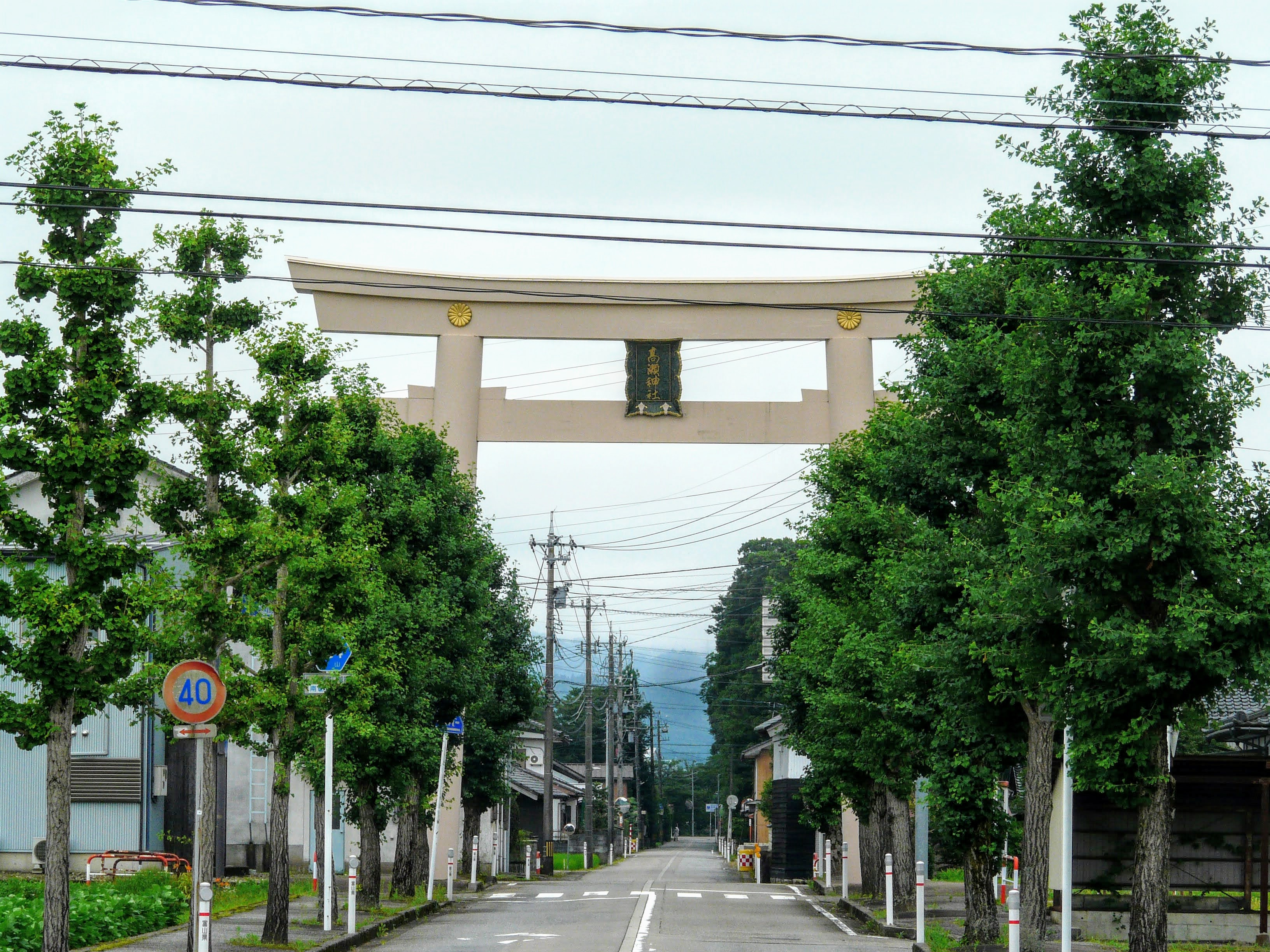
大鳥居
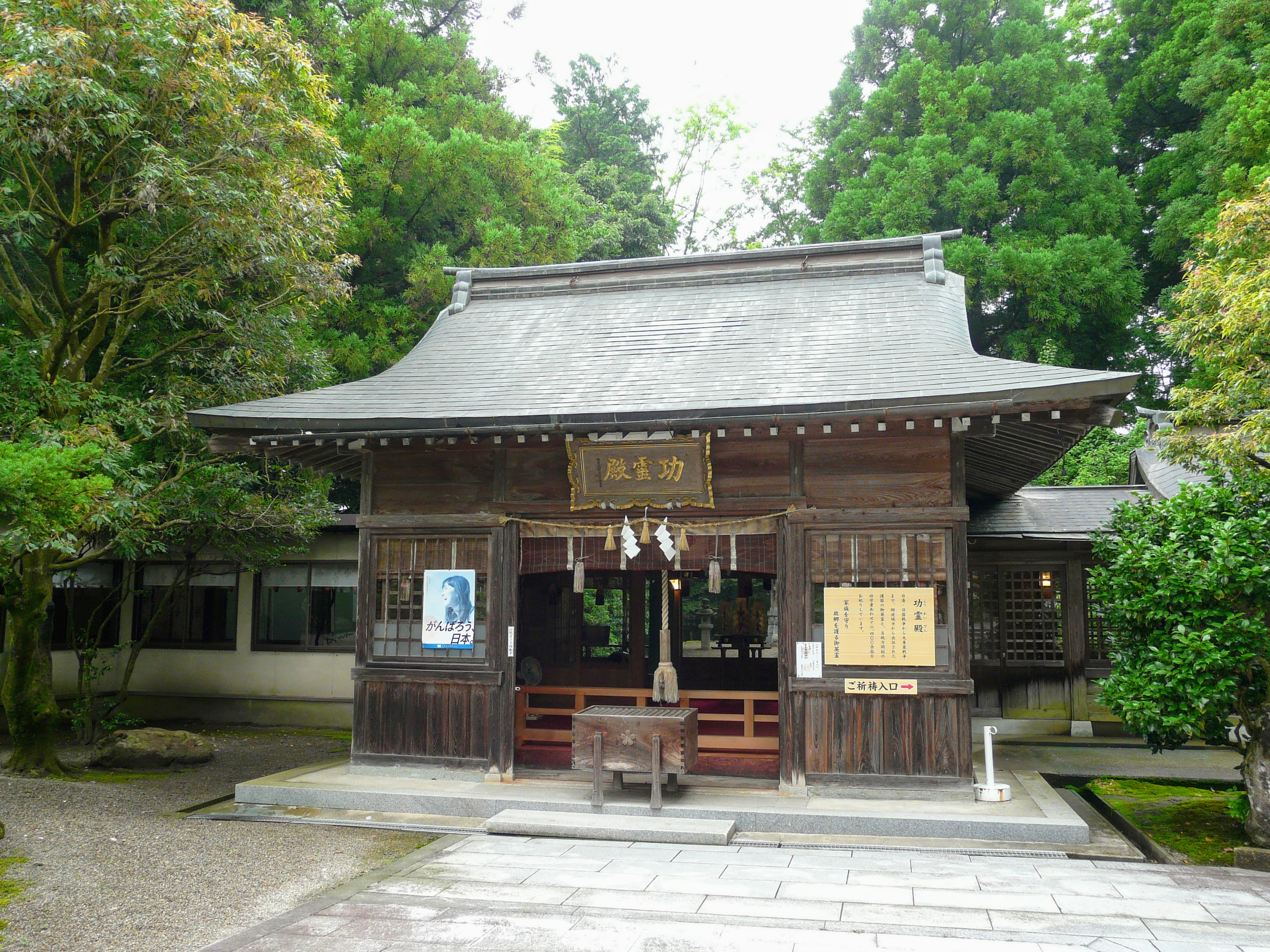
功霊殿
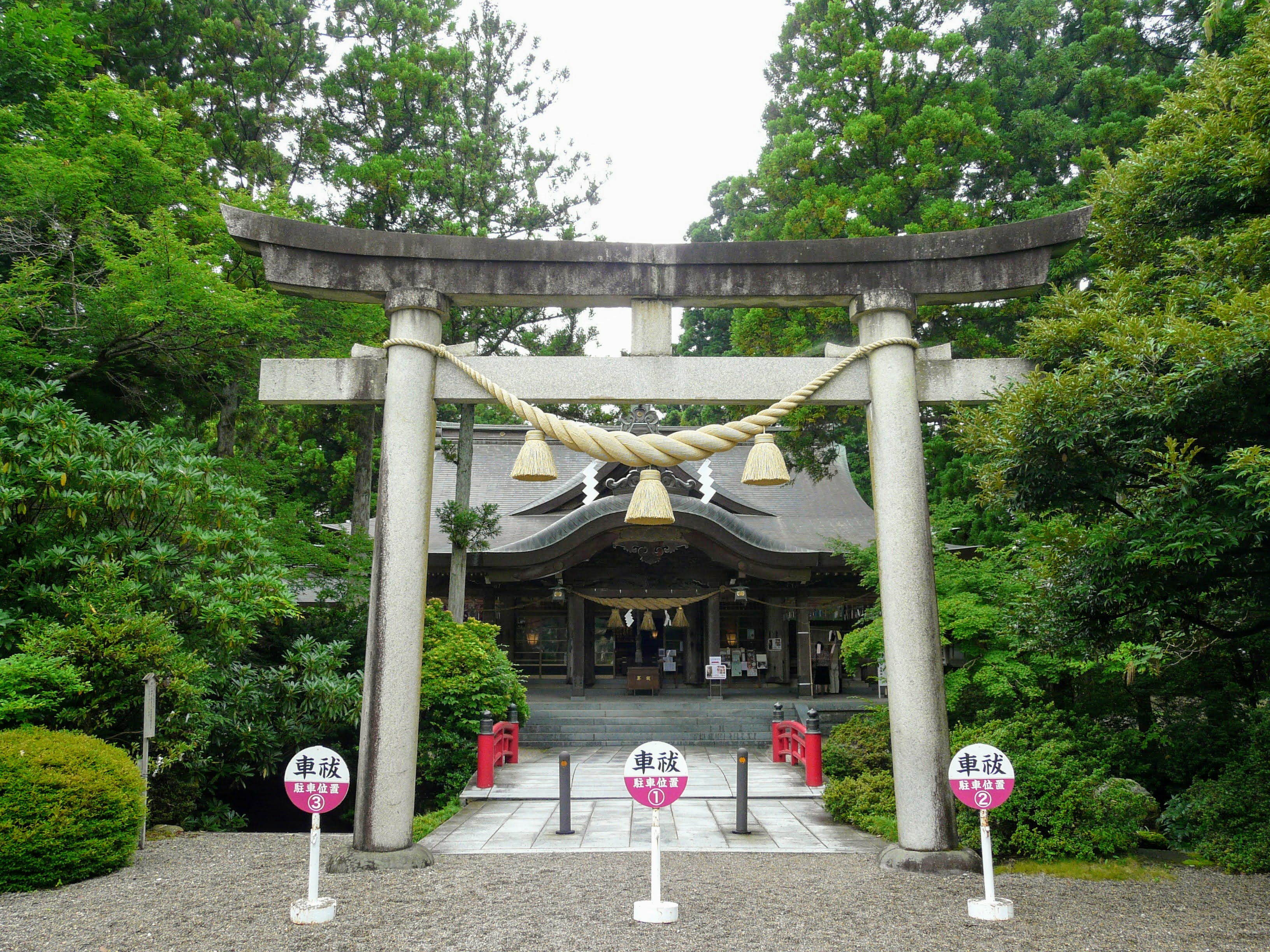
鳥居と拝殿
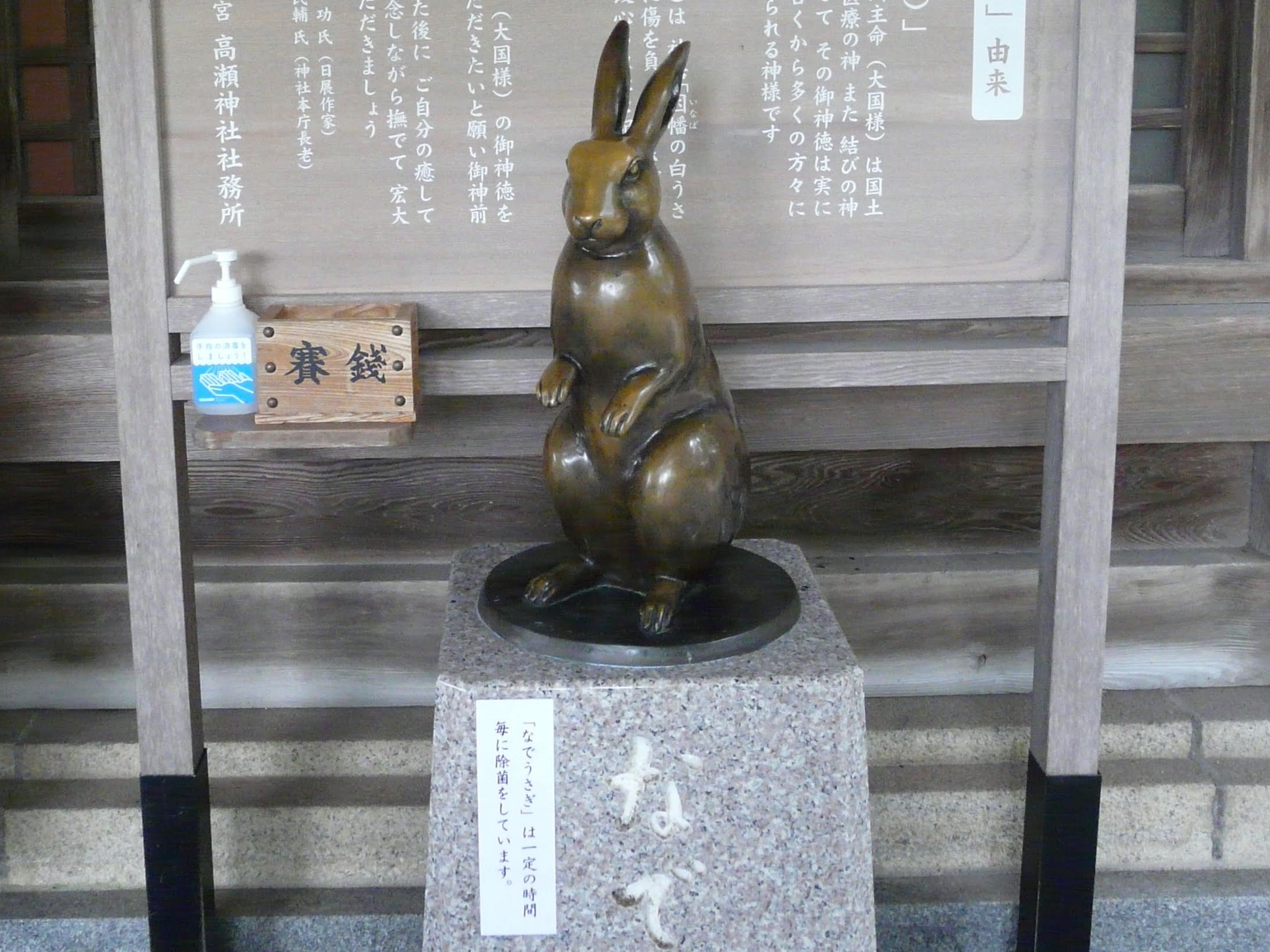
なでうさぎ
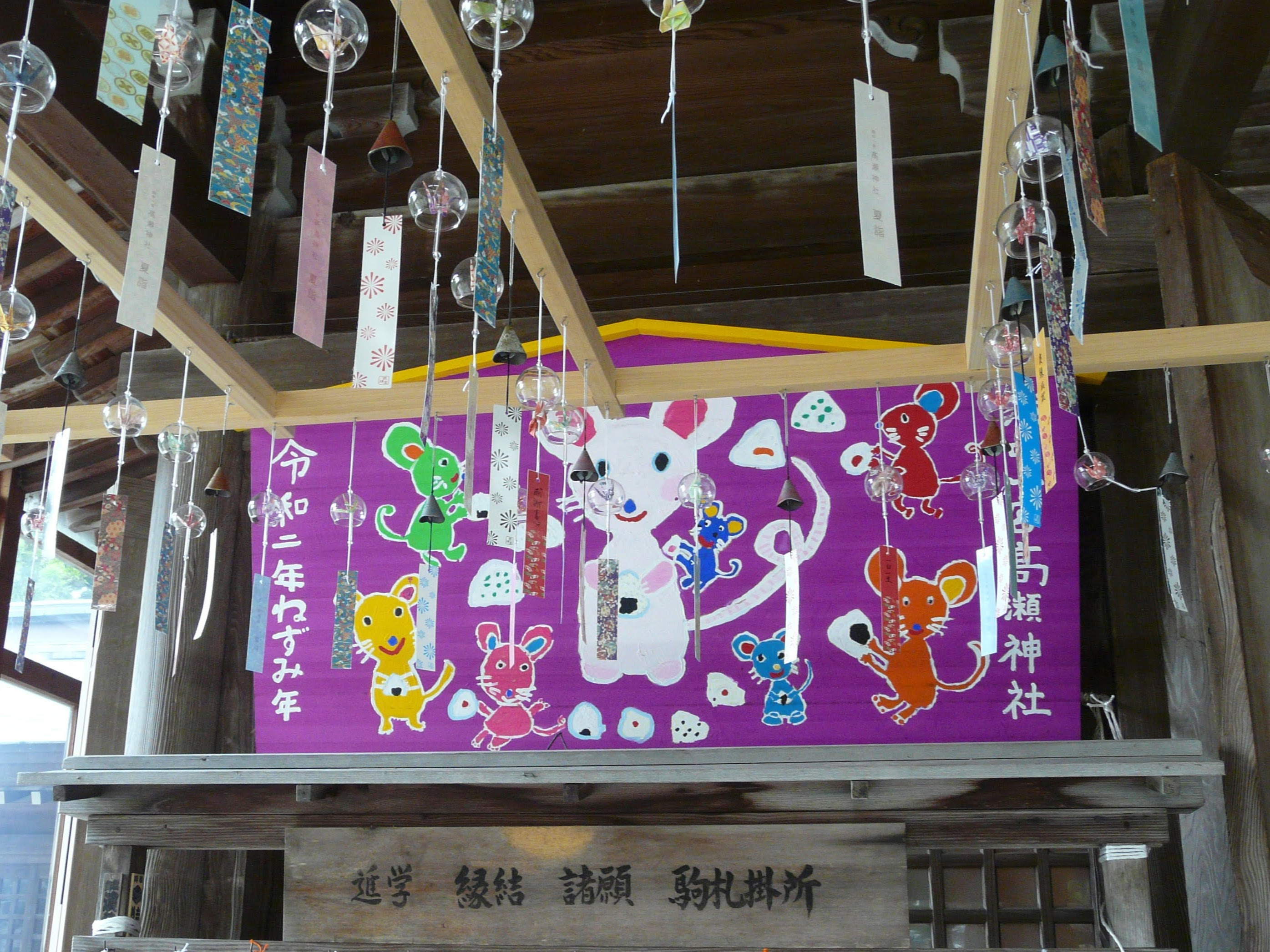
奉納絵馬
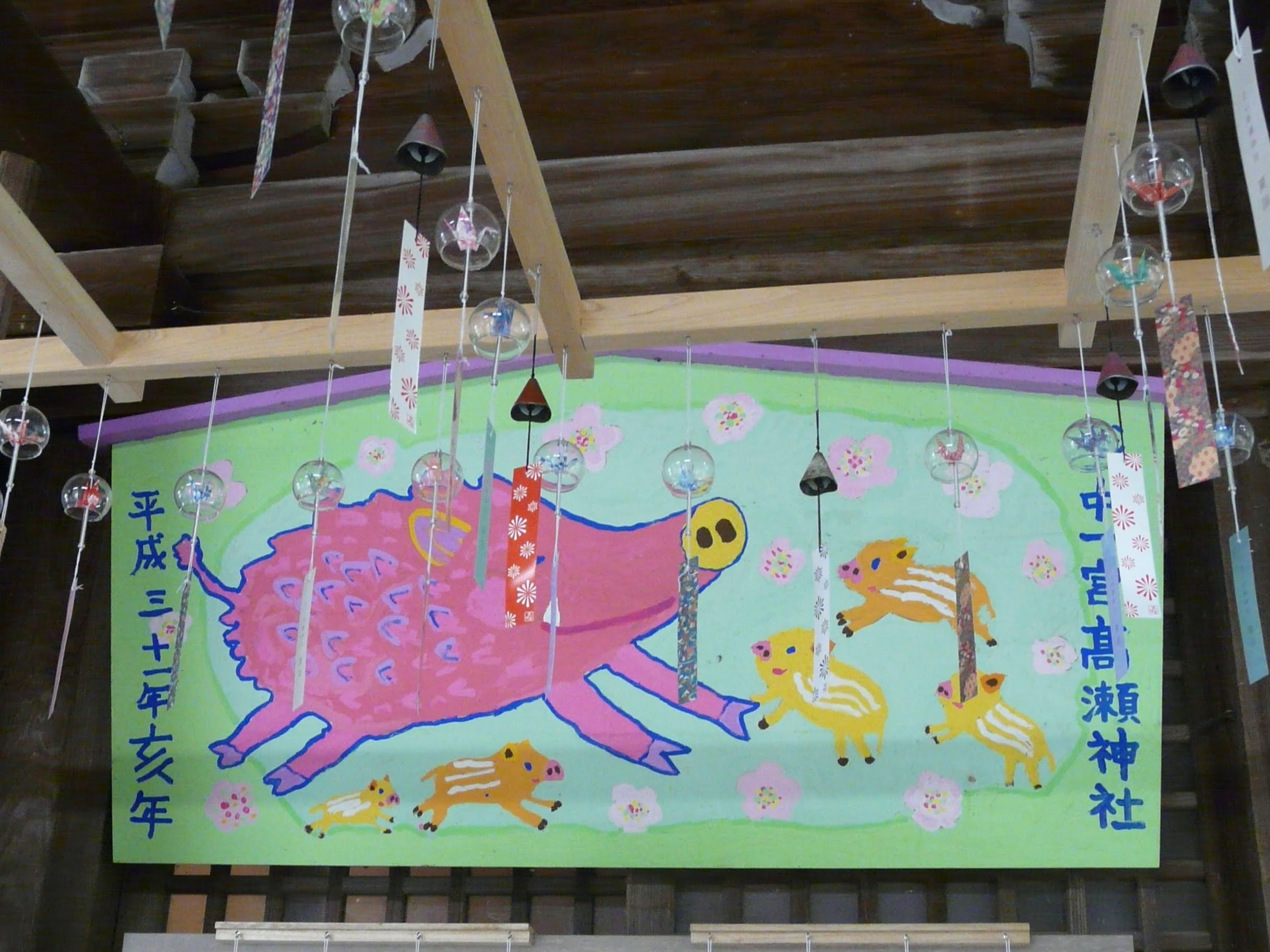
奉納絵馬

## 祭神
主祭神
- 大己貴命（大国主命）

配神
- 天活玉命
- 五十猛命

このほか礪波郡内の氏神と越中国内の式内社34座の神を祀る。

## 末社
- 高瀬稲荷社 - 伏見稲荷大社の分霊を祀る[6]。
- 功霊殿 - 日清・日露戦争から大東亜戦争までの、砺波地区の護国の英霊と当地方開拓の功労者、6400余柱を祀る。社殿は当神社の旧本殿[7]。

## 文化財
高瀬神社の文化財一覧

### 市指定文化財
- 高瀬神社（史跡）- 1966年（昭和41年）7月1日指定。当社は、続日本紀の中に高瀬神として記され、延喜式神名帳にも記されていることから、この地の人々が豊作を祈り土地を守る神として祀っていた当地が、農耕地として朝廷にとって重要な地域だったと考えられている[8]。
- 御物石器ほか2点（有形文化財・考古資料）- 1998年（平成10年）2月26日指定。これらは、出土地が不明であるが、明治以前から高瀬神社の宝物として保管されている。ほか2点は、石鋸形石器と石棒のことである[9]。
  - 御物石器：2500年前の縄文時代晩期中頃の製作であると考えられ、長さ42.6ｃｍ、幅9.6ｃｍあり、御物石器としては日本最大級である。沈線模様文入りで最終期の御物石器の特徴があり、北陸地方の特色である細めの形状である[9]。
  - 石鋸形石器：縄文時代晩期の制作と考えられ、長さ15.6ｃｍ、幅5.6ｃｍである。柔らかい石材でできており、使用目的は判明していない[9]。
  - 石棒：縄文時代中期以降制作と考えられ、長さは29.4ｃｍ、幅は3.4ｃｍであり、その時期に多く造られた祭礼用石器である[9]。

### 関連する文化財
- 高瀬神社御旅所跡 市指定史跡 - 1962年（昭和37年）7月24日指定。南砺市江田地内の旅川岸で、高瀬神社の祭礼に神輿の巡幸があった御旅所の跡である。往古、高瀬の神がここで川舟を下りて足袋を洗い、陸路高瀬に向かったという伝説の地である。
- 大学寮勧学院田跡 市指定史跡 - 1966年（昭和41年）7月1日指定。平安時代の記録である「延喜大学寮式」にそのころの国の役人を育てる大学の学生に与える食費を得るために、越中国砺波郡に大学寮を置いたといわれる。
- 山田郷総社神明宮 拝殿は1943年（昭和18年）に井波の高瀬神社から譲り受け、原形のまま再建されたものであり、天明3年（1783年）の建築で、名工松井角平の作として有名である。
- 高瀬遺跡（石仏地区）国の史跡 - 1972年（昭和47年）3月22日指定。この遺跡は昭和45年（1970年）の秋、辺り一帯の水田の区画整理をしたとき、発見された。中央部には、直径20～30センチの柱根を残す3つの建物の跡があり、最も東側の南北に長い建物跡が、この遺跡の中心の建物であったと考えられている。主殿の後方には、南北に柵が作られていた。また、主殿の西側の小さな広場をはさんで、南北2つの建物跡がある。いずれも東大寺荘園の管理所であったと想像される。さらに、主殿の南側には、幅約3メートル、深さ約1メートルの蛇行した小川が発見された。また、1994年の調査では、石仏地区の隣接地から、「南万呂」と書かれた墨書土器も出土している。この小川の中からは、この川を利用して運んだと思われる木材などが見つかっている。また役所で使われたと思われる須恵器や土師器、北陸地方で初めての木簡が出土している。遺跡は高瀬遺跡公園として整備され、公園内には南砺市埋蔵文化財センター（旧 井波歴史民俗資料館）が所在する。
- 高瀬遺跡（穴田地区）県指定史跡 - 1972年（昭和47年）2月26日指定。石仏地区の横を流れる勧行寺川の、約300ｍ上流に、県指定の高瀬遺跡穴田地区がある。この遺跡は、1971年に発掘調査が行われ、小規模な建物の跡や土器、木製品などがいくつも発見された。掘立柱建物の集落の跡があり、家の周囲のごみ捨て穴から出てきた土器などの遺物から、当時の人々の生活の様子を知ることができる。また、奈良時代や平安時代の銅銭、須恵器の蓋を使った硯、須恵器の底に「家成」「衣麻呂」「宅」と墨で書いた土器などが見つかっている。これらの遺物から、この集落には地方の豪族や役人も住んでいたと考えられている。現在この遺跡は水田下に保存されている。出土した土器や木製品は、高瀬遺跡公園内の南砺市埋蔵文化財センター（旧 井波歴史民俗資料館）で展示している。

## 現地情報
所在地
- 富山県南砺市高瀬291

交通アクセス
- 最寄駅：JR西日本城端線 福野駅 （徒歩約40分）
- JR西日本城端線 福野駅 より加越能バス（井波行き）に乗り、「高瀬神社前」下車
- あいの風とやま鉄道 石動駅 より加越能バス（井波行き）に乗り、「高瀬神社前」下車
- JR西日本城端線 福光駅 より南砺市営バス（なんバス）井波福光線井波行きに乗り、「三清東ふれあいセンター前」下車徒歩約20分